# Eleições municipais na Islândia em 2014
As eleições municipais na Islândia em 2014 tiveram lugar no dia 31 de maio.
Participaram 66% dos eleitores inscritos, o número mais baixo desde a independência real do país em 1944.

## Resultados em Reiquiavique[3]
| Partido                    | %  | Mandatos |
| -------------------------- | -- | -------- |
| Aliança Social Democrática | 31 | 5        |
| Partido da Independência   | 25 | 4        |
| Futuro Luminoso            | 15 | 2        |
| Partido do Progresso       | 10 | 2        |
| Esquerda Verde             | 8  | 1        |
| Partido Pirata             | 5  | 1        |